# Jaime Escudero
Jaime Escudero Etxebarria, (Bilbao, Vizcaya, 22 de febrero de 1923 - 5 de febrero de 2012); fue un futbolista español. Se desempeñaba en posición de delantero. Su hermano Rafael Escudero Etxebarria fue también futbolista. 

## Trayectoria
Debutó en Primera División, siendo jugador del Athletic Club, el 18 de septiembre de 1949 en un partido ante el Real Oviedo, en el que los bilbaínos ganaron 3-0. Después de cuatro partidos oficiales en el club vasco, se incorporó al FC Barcelona en 1950. Con el equipo catalán logró cuatro títulos en dos temporadas. En el equipo catalán, logró doce goles en dieciséis partidos. Después jugó en el Red Star Paris, mientras lo compaginaba con sus estudios de Medicina en la capital francesa.

## Clubes
| Club          | País   | Temporada   |
| ------------- | ------ | ----------- |
| Athletic Club | España | 1949 - 1950 |
| FC Barcelona  | España | 1950 - 1952 |

## Palmarés

### Campeonatos nacionales
| Título                          | Club                         | País   | Año              |
| ------------------------------- | ---------------------------- | ------ | ---------------- |
| Primera División                | FC Barcelona                 | España | 1952             |
| Copa del Generalísimo de fútbol | Athletic Club y FC Barcelona | España | 1950, 1951, 1952 |
| Copa Eva Duarte                 | FC Barcelona                 | España | 1952             |

### Campeonatos internacionales
| Título      | Club         | País   | Año     |
| ----------- | ------------ | ------ | ------- |
| Copa Latina | FC Barcelona | España | 1951/52 |